# Radlin
Radlin [pronunciación en polaco: /ˈradlʲin/] es un pueblo en el distrito administrativo de Gmina Chodel, dentro del condado de Opole Lubelskie, voivodato de Lublin, en el este de Polonia. Se encuentra a unos 8 kilómetros sureste de Chodel, 19 kilómetros al sureste de Opole Lubelskie, y 34 kilómetros suroeste de la capital regional Lublin.